# Palazzo Orlandini del Beccuto

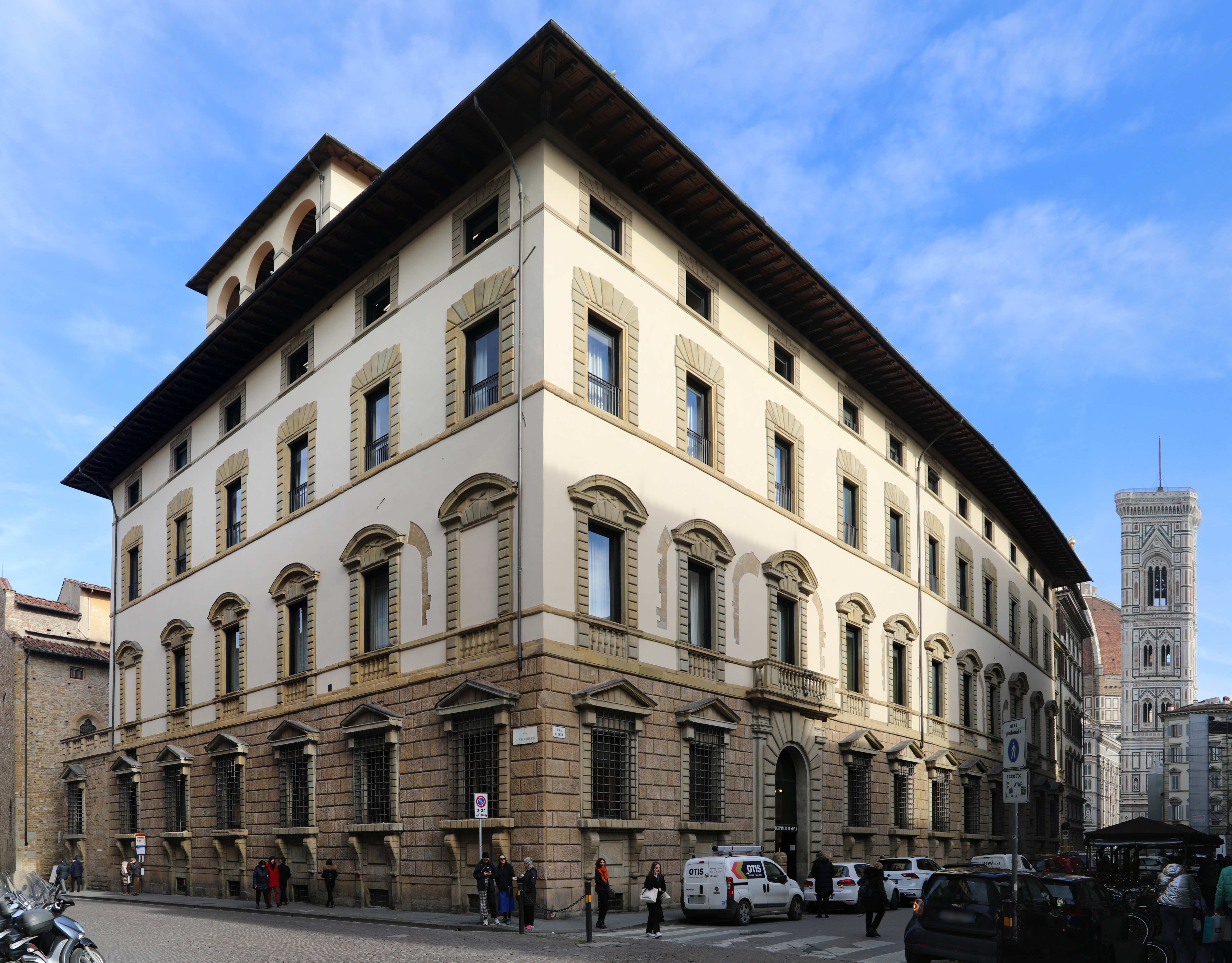
Palazzo Orlandini del Beccuto.

O Palazzo Orlandini del Beccuto é um palácio de Florença, cuja entrada é feita pela Via dei Pecori.
Foi construído pela família Orlandini del Beccuto no século XIV e modernizado, nos primeiros anos do século XVIII, segundo um desenho dos arquitectos Zanobi del Rosso e Antonio Maria Ferri.

## Hóspedes célebres
No Palazzo Orlandini del Beccuto habitaram algumas personalidades célebres, das quais se destacam:
- O Antipapa João XXIII (em 1419), o qual, depois de renunciar à tiara papal foi nomeado Cardeal de Florença pelo Papa Martinho V
- Jerónimo Bonaparte (1840), ex-rei da Vestfália (de 1807 a 1813).

## Galeria de imagens do Palazzo Orlandini del Beccuto

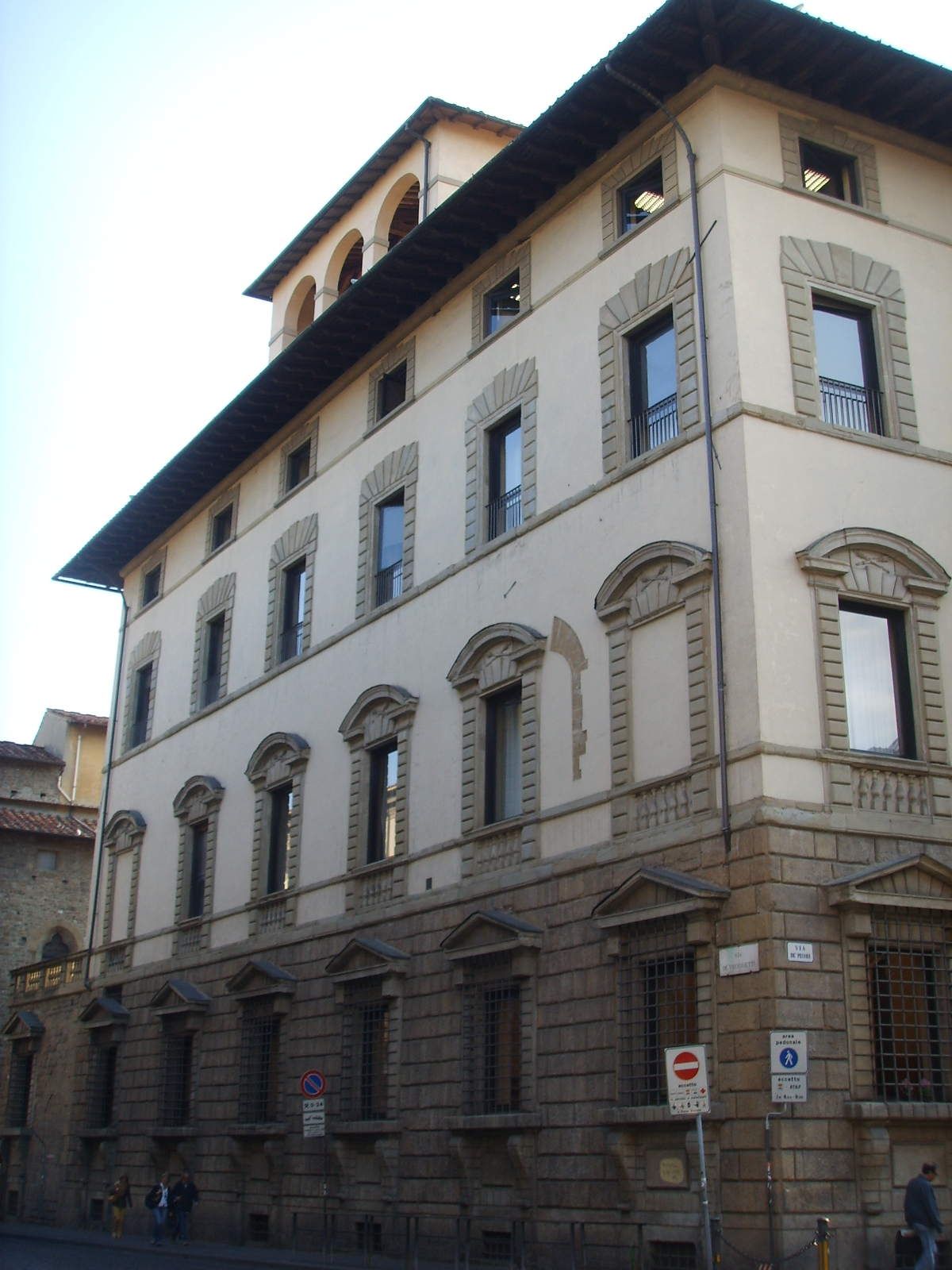
Vista lateral do palácio
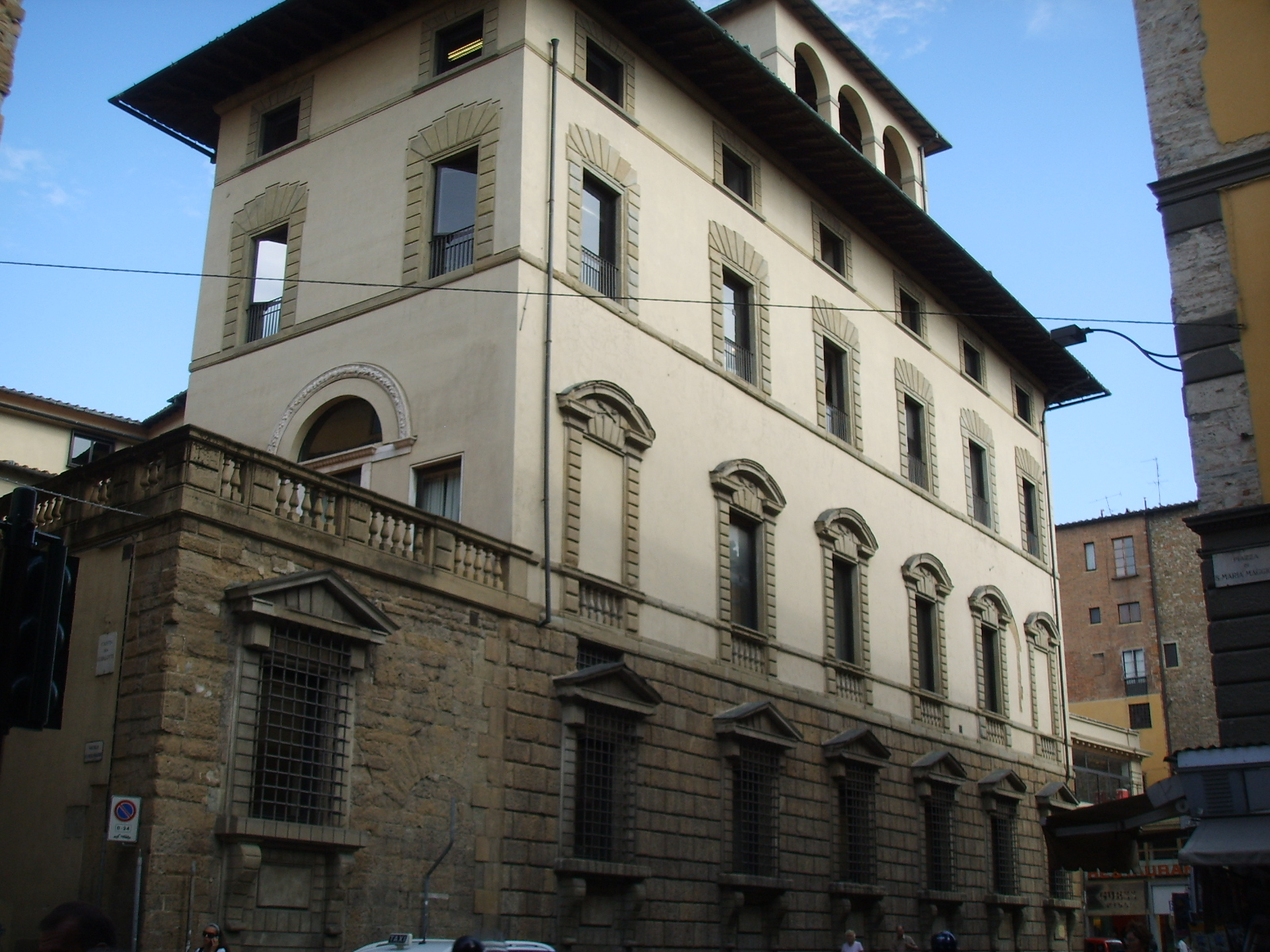
Vista parcial do palácio